# Abu Hadi
Abu Hadi é uma aldeia localizada 12Km ao sul de Sirte.
Em 5 de outubro de 2011, durante a Guerra Civil Líbia, forças leais ao novo regime saquearam e queimaram casas de civis naquele lugar.